# Józef Skwirzyński
Józef Kazimierz Skwirzyński (ur. 21 grudnia 1921 w Budzanowie, zm. 29 października 1989 w Chelmsford, Essex) – polski fizyk i matematyk.

## Życiorys
Do wybuchu II wojny światowej uczył się w gimnazjum w Tarnopolu, po agresji ZSRR na Polskę został aresztowany i skazany na obóz pracy przymusowej na Syberii. Był operatorem spychacza i ładowarki, po amnestii przedostał się do tworzonej Armii Andersa. Następnie przez Teheran, Bombaj i Kapsztad dotarł do Wielkiej Brytanii, zamieszkał w Blackpool, w hrabstwie Lancashire, gdzie poznał swoją przyszłą żonę Yvonnę. Początkowo pracował w zakładach Marmite, a następnie w fabryce pasty do obuwia Cherry Blossom Polish. Następnie dzięki wstawiennictwu przyjaciół przeszedł wyszkolenie lotnicze i został nawigatorem w Polskiej Sekcji Royal Air Force. Dzięki biegłemu posługiwaniu się językiem angielskim został instruktorem nawigacji. Po zakończeniu wojny rozpoczął studia w Royal College of Science, gdzie w 1948 uzyskał tytuł Bachelor Science Physics, a rok później Bachelor Science of Mathematics w Imperial College of Science and Technology na Uniwersytecie Londyńskim. Od 1949 do 1951 był wykładowcą matematyki i fizyki na Polish University College w Londynie, od 1951 pracował jako kierownik grupy matematyków W Marconi's Wireless and Telegraph Co. Ltd. w Chelmsford, w hrabstwie Essex. Od 1953 wykładał matematykę na Mid-Essex Technical College w Chelmsford. W 1969 został kierownikiem w Mathematical Physics and Circuitry Group, a w 1977 managerem w Theoretical Support Services. Przez wiele lat współpracował z NASA tworząc modele matematyczno-fizyczne. W 1987 otrzymał List Honorowy oraz został odznaczony Orderem Imperium Brytyjskiego. Członek Polskiego Towarzystwa Naukowego na Obczyźnie.